# Majella Lenzen
Majella Lenzen (* 25. November 1938 in Aachen; † 7. Februar 2025) war eine Ordensschwester, Krankenschwester, ausgebildete Krankenhaus-Managerin und Autorin. Sie gehörte zum Orden der Mariannhiller Missionsschwestern und war fast 40 Jahre in Ostafrika als Missionsschwester tätig. Zuletzt lebte sie in Birkesdorf, einem Stadtteil von Düren.

## Leben
Majella Lenzen war die Tochter von Erika und Ludwig Lenzen, die ihr ihren Vornamen nach ihrer Tante und Taufpatin, einer Ordensfrau mit dem Ordensnamen Majellinna (nach dem heiligen Gerhard Majella), gaben. Sie hat einen drei Jahre jüngeren Bruder. Ihr Vater war Journalist und bekennender Katholik; im Krieg siedelte die Familie von Aachen ins Erzgebirge über, weil der Vater in Aachen mit Repressionen wegen seiner konfessionellen Überzeugungen rechnete. Nach dem Ende des Zweiten Weltkriegs floh die Familie vor der Roten Armee und gelangte in den Raum Lüneburg. Der Vater legte, so die Erinnerung Majella Lenzens, in der Erziehung Wert auf Disziplin und die religiöse Unterweisung der Kinder; am 5. Juli 1971 ließ er sich in Aachen zum Diakon weihen, veröffentlichte zahlreiche Romane und Erzählungen und starb 1982. Majella Lenzen und ihr Bruder besuchten die Volksschule in Kolkhagen und das Gymnasium in Lüneburg.
Mit 15 Jahren kam Majella Lenzen auf Vorschlag der Eltern 1953 in das Missionsinternat der Missionsschwestern vom Kostbaren Blut in Neuenbeken. Das Leben dort verlief klosterähnlich. 1957 legte Lenzen das Oxford-Examen O-Level ab. Daran anschließend begann ebenfalls in Neuenbeken die Probezeit für einen Ordenseintritt mit dem Postulat und nach der Einkleidung, bei der Majella Lenzen den Ordensnamen Maria Lauda annahm, mit dem Noviziat. Am 8. September 1959 legte sie erstmals die Profess ab. Ihren Ordensnamen Lauda (von lateinisch laus „Lob“) hatte sie gewählt, weil sie ihre Lebensform als Ordensfrau als Berufung zu „Gottes Lob“ verstand.
Am 8. Dezember 1958 flog Sr. Lauda als Missionsschwester nach Ostafrika und begann im Januar 1959  in Nairobi in Kenia eine Ausbildung zur Krankenschwester am Nairobi European Hospital  (Grade-A-Nurse); 1963 erhielt sie das Zeugnis der State Registered Nurse (SRN). Ihr Berufswunsch Ärztin wurde von der Leitung des Ordens wiederholt nicht genehmigt. Im August 1963 wurde sie nach Tansania versetzt und war zunächst in Morogoro in einem Entbindungsheim tätig, wozu es notwendig war, sich Kenntnisse in Geburtshilfe anzueignen. Am 8. Dezember 1963 legte sie ihre ewige Profess ab. 1965 wurde sie in den Ort Turiani zur Arbeit in einem Buschkrankenhaus versetzt. 1966 übernahm sie dessen Leitung, die sie bis 1982 innehatte. Von 1974 bis 1975 absolvierte sie in London eine Ausbildung in Hospitality Management, die sie am 17. Juli 1975 mit dem Diplom abschloss; in London lebte sie im Porotbello-Konvent der Dominikanerinnen. Im Dezember kehrte sie nach Turiani zurück. Sie entwickelte die Einrichtung dort während der gesamten Zeit ihrer Leitung konzeptionell und mit finanzieller Hilfe ihrer Eltern und Spendern aus Deutschland auch baulich weiter und erreichte ihre Aufnahme in das staatliche Gesundheitssystem von Tansania und 1977 eine Förderung des Bischöflichen Hilfswerks Misereor.
1979 wählten die Schwestern sie zur Delegatin für Tansania beim Generalkapitel des Ordens. Aus diesem Kapitel wurde sie in eine Sonderkommission berufen, die die Ordensstatuten nach den Vorgaben des vom Zweiten Vatikanischen Konzil beschlossenen Dekrets Perfectae caritatis über die zeitgemäße Erneuerung des Ordenslebens überarbeitete; die Umsetzung dieser Vorgaben war ihr in diesen Jahren auch in ihren afrikanischen Einsatzgebieten ein Anliegen. Ab Oktober 1982 wurde sie von der Generaloberin der Marianhiller Missionsschwestern  zur Provinzoberin in der Nachbarprovinz in Simbabwe mit Sitz in Bulawayo bestimmt, da sie Afrikaerfahrung hatte, aber nicht von den Geschehnissen im früheren Rhodesien belastet gewesen sei, wie man ihr sagte. Sie konnte sich mit ihren Reformprojekten in der Provinz nicht durchsetzen und wurde 1987 nicht für eine zweite Amtszeit als Provinzoberin wiedergewählt. Ihr Wunsch, jetzt in der Mission in Korea tätig werden zu können, wurde abgelehnt. Daraufhin ließ sie sich für ein Jahr als Ordensfrau exklaustrieren, das sie in Deutschland bei ihrer Mutter verbrachte. Während ihrer Tätigkeit in Afrika waren ihre Zweifel am Sinn der rigiden Missionspraxis gewachsen; die verkrusteten Strukturen der Ordensgemeinschaft waren nach ihrer Erfahrung nicht  mit den Arbeitsbedingungen der Ordensschwestern zu vereinbaren.
1988 wurde Schwester Lauda in das Mutterhaus der Kongregation in den Niederlanden versetzt. Im November 1989 nahm sie an einem Gesundheitskongress zum Thema AIDS im Vatikan und anschließend an einem AIDS-Seminar im Missionsärztlichen Institut in Würzburg teil, bei dem unter anderem der deutsche Medizinprofessor August Wilhelm von Eiff Kondome als Mittel des Schutzes gegen AIDS benannte. Von Februar 1990 bis Oktober 1993 war sie im Auftrag ihres Ordens als AIDS-Koordinatorin in der Diözese Moshi in Tansania tätig und erhielt einen Arbeitsplatz im bischöflichen Ordinariat. Sie nahm an einem dreimonatigen Kurs am Königlichen Tropeninstitut in Amsterdam teil, wo es auch zum Erfahrungsaustausch mit afrikanischen Verantwortlichen im Gesundheitswesen kam. In Moshi ließ sie eine Kirche zu einem AIDS-Zentrum – dem Rainbow Center – umbauen, das am 1. März 1993 vom Bischof eingeweiht wurde. Sie organisierte die Ausbildung von Gesundheitsberatern, die Verbesserung präventiver Maßnahmen in den Krankenhäusern und die Informationen von Lehrern und Priestern zur AIDS-Problematik.
Der Bischof von Moshi verlängerte jedoch ihren Vertrag nicht, und der Orden teilte ihr mit, er habe keine weitere Verwendung für sie. Als Begründung wurde angegeben, sie hätte 1992 bei der Verteilung von Kondomen an Prostituierte mitgewirkt, die eine Ärztin zur AIDS-Vorbeugung vorgenommen hatte, und zwar im Ordenshabit. Diese Begründung wird von der Ordensgemeinschaft bestritten. Majella Lenzen kehrte nach Deutschland zurück und pflegte ihre kranke Mutter, die 2001 starb. 1994 wurde sie aus dem Orden entlassen und auf eigenen Wunsch 1995 von den Gelübden entbunden, weil dies eine notwendige Voraussetzung zur Klärung ihrer Rentenansprüche war.
Majella Lenzen verfasste dann drei Bücher, war publizistisch tätig und nahm wiederholt an Talkshows und Kongressen teil, vornehmlich zu den Themen Ordensaustritt und AIDS-Bekämpfung.
Lenzen verstarb am 7. Februar 2025.

## Auszeichnungen
- 17. Juni 2004: Ehrenpreis des Kreises Düren
- 5. März 2010: Annemarie-Madison-Preis vom Kuratorium für Immunschwäche (KIS), München

## Werke
- Das möge Gott verhüten – Warum ich keine Nonne mehr sein kann, DuMont-Verlag Köln, 2001, ISBN 3-8321-9519-X
- Fürchte dich nicht!: Mein Weg aus dem Kloster, DuMont-Verlag Köln, 2012 ISBN 3-8321-9689-7
- Von Fesseln befreit – Wie mir mein Glaube innere Freiheit schenkt, Gütersloher Verlagshaus 2015, ISBN 3-579-08525-5